# Трайчо Барбаревски
Трайчо е български хайдутин от XIX век.

## Биография
Роден е в село Барбарево (Горно или Долно Барбарево), тогава в Османската империя, днес в Северна Македония. Става хайдутин около 1840 година и оглавява собствена чета, която действа в Кратовско. След като четата му се разсипва, Трайчо влиза в четата на Румена войвода.